# Ettore Fioravanti

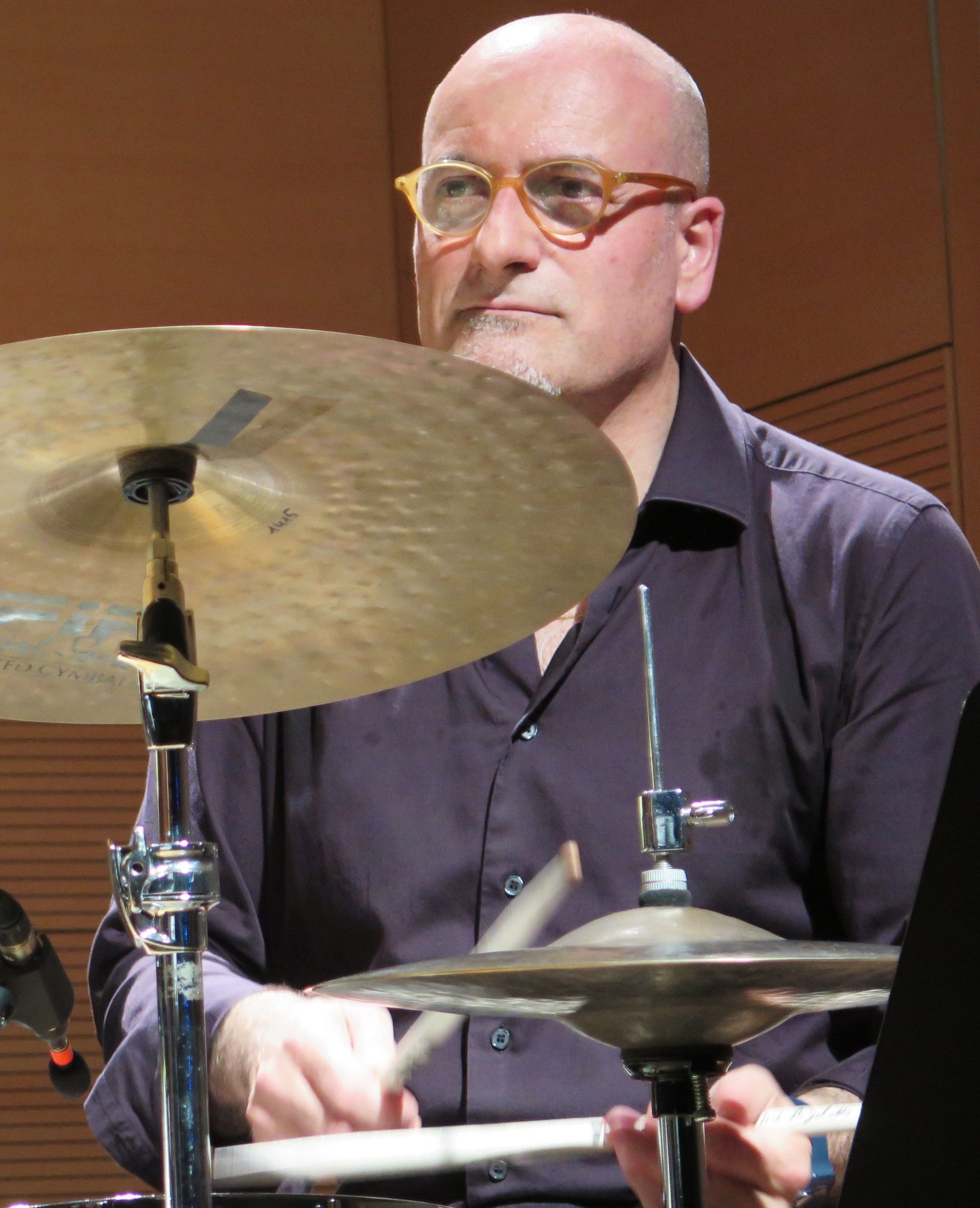
Ettore Fioravanti, 2015

Ettore Fioravanti (* 18. Mai 1958 in Rom) ist ein italienischer Jazzperkussionist und Bandleader.
Fioravanti studierte klassische Perkussion bei Antonio Striano am Conservatorio Alfredo Casella in L’Aquila und Komposition und Arrangement bei Bruno Tommaso und Marco Tiso. Seit 1975 arbeitet er professionell als Jazzmusiker. Er gehört seit der Gründung 1983 dem Paolo Fresu Quintet an, ist seit 1995 Mitglied des Piero Bassini Trio, seit 2000 der Gruppe Terre di mezzo und seit 2005 der Gruppe Millenovecento. 
Daneben war er Mitglied der Bands von Paolo Damiani, Gianluigi Trovesi, Roberto Ottaviano und Bruno Tommaso und arbeitete als Sideman mit Musikern wie Karl Berger, Marcello Melis, Tony Oxley, Enrico Rava, David Liebman, Massimo Urbani, Mal Waldron, Kenny Wheeler, Gunther Schuller, Steve Lacy, Sheila Jordan und Tim Berne.
Seit 1990 leitet Fioravanti eigene Bands: bis 1995 das Ettore Fioravanti Quartet (mit Fabio Zeppetella, Dario Deidda und Ramberto Ciammarughi), das Ricercar scintille (1995–96) und seit 1995 die Gruppe Belcanto.
Neben seiner Arbeit als Jazzmusiker wirkte er auch am Teatro Stabile della Toscana (1980–82), trat mit dem Sinfonieorchester der RAI auf, beteiligte sich an Giorgio Battistellis Experimentum mundi und trat mit der Tanzkompagnie Danzatori scalzi auf.

## Diskographie
- Sorgente Sonora mit Eugenio Colombo, 1988
- Settecanconi mit Steve Swallow, Roberto Ottaviano, Riccardo Bianchi, Stefano Battaglia, Gianni Oddi, Roberto Ottini, Doriano Beltrame, Cicci Santucci, Stefano Mastrangelo, Stefano Scalzi, Fiorenzo Gualandris, 1989
- Nelle stanca delle arcate mit Bruno Tommaso, 1992
- Canzoni non cantate mit Fabio Zeppetella, Stefano De Bonis, Dario Deidda, 1993
- Belcanto mit Gianluigi Trovesi, Franco D’Andrea, Ernst Reijseger, 1995
- Ricercar scintille mit Pietro Tonolo, Stefano Battaglia, Steve Swallow, 1997
- Florilegium mit Achille Succi, Beppe Caruso, Tino Tracanna, Stefano De Bonis, Giovanni Maier, 2000
- La musica rubata mit Achille Succi, Beppe Caruso, Tino Tracanna, Giorgio Vendola und der Banda Città di Montescaglioso unter Rocco Lacanfora, 2000
- Più mit Tino Tracanna, Achille Succi, Beppe Caruso, Stefano De Bonis, Giovanni Maier, 2003
- Pierino, il lupo e altre cantastorie mit Tino Tracanna, Achille Succi, Beppe Caruso, Stefano De Bonis, Giovanni Maier, Francesco Di Giacomo, 2005